# Gobiopterus panayensis
Gobiopterus panayensis is een straalvinnige vissensoort uit de familie van grondels (Gobiidae). De wetenschappelijke naam van de soort is voor het eerst geldig gepubliceerd in 1944 door Herre. Hij wordt ongeveer 1,5 cm lang.